# Svenska Tornedalingars Riksförbund – Tornionlaaksolaiset
Svenska Tornedalingars Riksförbund – Tornionlaaksonlaiset är en intresseorganisation i språkliga, kulturella och samhälleliga frågor. Förbundet är en intresseorganisation för medlemmar som känner samhörighet med meänkieli och det ursprungliga språkområdets kultur och historia. Förbundet som grundades 1981 är obundet både religiöst och partipolitiskt. Förbundet är ett språkrör för en ursprunglig inhemsk, språklig och kulturell minoritet som sedan år 2000 har en nationell minoritetsstatus. Förbundet utgör även regeringens remissinstans i frågor som rör minoriteten. Målsättningen är att främja och stärka minoritetens identitet samt språkliga och kulturella utveckling och förankring.  
Förbundet ger ut tidskriften METavisi som distribueras via nätet sedan oktober 2015. Förbundet äger bokförlaget Kaamos Nordkalottförlag.